# Gangster: A Love Story
Pour plus de détails, voir Fiche technique et Distribution.
Gangster: A Love Story (गैंगस्टर, Gangster) est un film de Bollywood, réalisé par Anurag Basu et sorti en Inde en 2006.

## Synopsis
Simran (Kangna Ranaut), ex-danseuse de bar, a sombré dans l’alcool et a perdu le goût de vivre. Seul Akash (Emraan Hashmi), un musicien rencontré dans un bar de Séoul où il se produit régulièrement, tente de l’aider pour la sortir de cet état de détresse. Un jour, Simran se confie à Akash et lui dévoile son lourd passé qui ronge sa vie. Elle est en réalité la petite amie de Daya (Shiney Ahuja), un terrible gangster qui a fait trembler toute l’Inde. Elle a vécu des années avec lui, toujours en cavale, voyageant de pays en pays pour tenter d’échapper à la police. Depuis, elle vit seule, recevant de tant à autre de courts appels téléphoniques de Daya. Elle est cependant toujours obligée de vivre caché, sachant pertinemment que si la police l’attrape, elle aura aussi Daya. Akash, touché par son histoire, veut tout mettre en œuvre pour lui faire oublier son passé et lui donner une nouvelle vie. Simran accepte alors de repartir à zéro avec Akash qu’elle commence à aimer. Jusqu’au jour où Daya refait surface. Simran va devoir alors faire un choix entre Akash et Daya.

## Fiche technique
- Titre : Gangster: A Love Story
- Titre original : गैंगस्टर (Gangster)
- Réalisation : Anurag Basu
- Scénario : Mahesh Bhatt et Anurag Basu
- Dialogues : Girish Dhamija
- Musique : Pritam Chakraborty et Raju Singh
- Photographie : Bobby Singh
- Montage : Akiv Ali
- Production : Mahesh Bhatt et Mukesh Bhatt
- Société de production : NH Studioz et Vishesh Films
- Société de distribution : Vishesh Films
- Pays :  Inde
- Langue originale : Hindi
- Genre : Action, drame, romance et thriller
- Durée : 123 minutes
- Dates de sortie : 28 avril 2006
- Lieu de tournage : Séoul, Corée du Sud

## Distribution
- Emraan Hashmi : Akash Malohtra
- Shiney Ahuja : Daya Shankar
- Kangna Ranaut : Simran
- Gulshan Grover : Khan
- Vicky Ahuja : Usman

## Chansons du film
5 chansons originales ont été écrites pour le film sur des musiques de Pritam Chakraborty :
- Tu Hi Meri Shab Hai (Paroles de Sayeed Quadri) – KK
- Bheegi Bheegi (Paroles de Mayur) – James (Faruk Mahfuz Anam).
- Lamha Lamha (Paroles de Neelesh Misra) – Abhijeet, Sunidhi Chauhan
- Ya Ali (Paroles de Sayeed Quadri) – Zubin
- Mujhe Mat Roko (Paroles de Sayeed Quadri) – Kavita Seth

## Autour du film
- Gangster est le premier film de Bollywood à être tourné en Corée du Sud, à Séoul.
- Gangster est le premier film de Kangna Ranaut.
- John Abraham et Sanjay Dutt avaient été approchés pour des rôles dans ce film.
- L’histoire de Gangster se rapproche de celle de Abu Salem, suspecté notamment dans les attentats à la bombe de Mumbai du 12 mars 1993 qui ont fait plus de 250 morts, et de l’ex actrice de Bollywood Monica Bedi. En cavale tous les deux pendant de nombreuses années, ils ont finalement été arrêtés en 2002 au Portugal et rendu aux autorités indiennes en 2005. Abu Salem serait également impliqué dans la pègre qui régnait à Bollywood dans de nombreux enlèvements et meurtres. Abu Salem, par l’intermédiaire de son avocat, a tenté d’empêcher la diffusion du film, sous prétexte que le film retrace sa vie. Mahesh Bhatt dément et affirme que Gangster n'est en aucun cas inspiré de l’histoire d'Abu Salem et de Monica Bedi[1].